# Arthur Deakin
Arthur Deakin (Sutton Coldfield, 11 november 1890 - Leicester, 1 mei 1955) was een Brits syndicalist.

## Levensloop
Deakin werd geboren in een schoenmakersgezin te Warwickshire. Na het overlijden van zijn vader in zijn kindertijd, hertrouwde zijn moeder en verhuisde het gezin naar Merthyr Tydfil te Wales. Op 13-jarige leeftijd werd Deakin werkzaam in een staalfabriek in Dowlais te Zuid-Wales. 
Tijdens de Eerste Wereldoorlog werd hij syndicaal actief en in 1919 trad hij in dienst van de Dock, Wharf, Riverside and General Workers' Union (DWRGLU), dewelke in 1922 opging in de Transport and General Workers' Union (TGWU). In 1932 werd hij aangesteld als nationaal secretaris van de 'General Workers Group' van deze TUC-vakcentrale. Nadat toenmalig TGWU-algemeen secretaris Ernest Bevin op 13 mei 1940 werd aangesteld  als minister van Arbeid in de regering Churchill I, fungeerde Deakin als waarnemend algemeen secretaris en in 1945 volgde hij Bevin feitelijk op in deze hoedanigheid. Tevens was hij voorzitter van TUC in 1952. Hij volgde in deze hoedanigheid Alfred Roberts op, zelf werd hij opgevolgd door Tom O'Brien.
Daarnaast was hij van 1946 tot 1949 voorzitter van de World Federation of Trade Unions (WFTU). Hij volgde in deze hoedanigheid zijn landgenoot Walter Citrine op. Onder zijn bestuur vond de afscheuring van het Internationaal Verbond van Vrije Vakverenigingen (IVVV) plaats. Deakin werd als WTFU-voorzitter opgevolgd door de Italiaan Giuseppe Di Vittorio. Voorts was Deakin voorzitter van de International Transport Workers' Federation (ITF) van 1954 tot 1955. In deze hoedanigheid volgde hij de Zwitser Robert Bratschi op, zelf werd hij opgevolgd door de Duitser Hans Jahn.
Hij overleed op de Dag van de Arbeid in 1955 in het Leicester Royal Hospital, nadat hij tijdens een toespraak in de Corn Exchange in deze stad onwel was geworden.